# Mihaela Peneş
Mihaela Peneş (Bucareste, 22 de julho de 1947 – 29 de agosto de 2024) foi uma atleta e campeã olímpica romena.
Especializada no lançamento do dardo, ela foi campeã olímpica desta prova em Tóquio 1964. Com 17 anos, ela surpreendentemente derrotou as soviéticas Elvira Ozolina, campeã europeia, campeã olímpica em Roma 1960 e três vezes recordista mundial da prova e Yelena Gorchakova, que na etapa classificatória quebrou o recorde mundial da compatriota com um lançamento de 62.40 m, a primeira marca certificada acima de 60 metros para o dardo feminino.
Na final, a marca de 60,54 m de Penes, quatro metros a mais que seu melhor resultado até então, foi suficiente para lhe dar o título olímpico. Gorbachova ainda conseguiu o bronze, mas Ozolina ficou apenas em quinto lugar. Revoltada com seu pífio resultado, a soviética voltou à vila olímpica e pediu ao cabeleireiro que raspasse sua cabeça. Como ele se recusou, ela mesmo raspou a cabeça e passou a desfilar careca pela vila, em protesto e vergonha por sua fraca atuação na prova que dominava.
Depois de um segundo lugar no Campeonato Europeu de Atletismo de 1966, em Budapeste, Penes voltou a competir nos Jogos Olímpicos na Cidade do México 1968 e ao ouro de Tóquio adicionou uma medalha de prata na mesma prova, vencida pela húngara Angéla Németh.

## Morte
Peneş morreu no dia 29 de agosto de 2024, aos 77 anos.